# عكة الأبل (امسيد)
عكة الأبل هي إحدى مشيخات المملكة المغربية، تتبع جغرافيا لإقليم طانطان وإداريًا لامسيد. يقدر عدد سكانها بـ 92 نسمة حسب الإحصاء الرسمي للسكان والسكنى لسنة 2004.